# 創始者効果
創始者効果（そうししゃこうか、英語：founder effect）とは、「隔離された個体群が新しく作られるときに、新個体群の個体数が少ない場合、元になった個体群とは異なった遺伝子頻度の個体群が出来ること」を指す。生態学・集団遺伝学の用語。始祖効果（しそこうか）、入植者効果（にゅうしょくしゃこうか）とも呼ぶことがある。

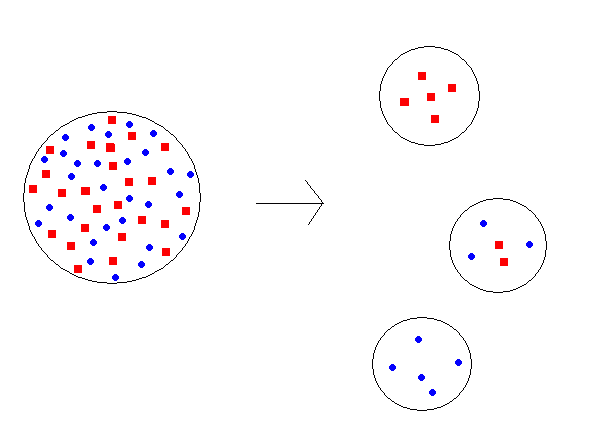
創始者効果：左の円内は元になる個体群を示し、点とその色は含まれる個体とその種類を示す。左の個体群から少数の個体を取り出すと、右の小円のような新しい個体群ができることがある。

祖先となる個体群の遺伝的浮動が子孫に与える影響（創始者効果）について、1930-40年代にシーウォル・ライトによって理論的な研究が行われた。この現象について、1952年にエルンスト・マイヤーは、「少数個体からなる新しい個体群が確立される時に、元になる個体群の遺伝的変異（遺伝的多様性）の小さな一部だけが引き継がれる効果」と定義を与えた。創始者効果が起きると、新しい個体群は、遺伝子頻度も外観も、元になった個体群と全く異なるように変化するかもしれない。極端な場合、創始者効果は種分化（cf.進化#進化の証拠）とそれに引き続く新種の進化を導くと考えられている。
上に示す模式図では、元になる個体群は、ほぼ同数の青と赤の個体からなる。3つのより小さい個体群は、元の個体群から個体が無作為抽出された結果、片方の色の個体からなるか、片方の色が優勢になっている（創始者効果）。個体群の個体数の急激な減少は、「新しい」個体群を作るものではないが、「創始者効果」と同じ影響を持つ「ボトルネック効果」をもたらすことがある。

## 生物地理学における創始者効果
島嶼生物学において、創始者効果は基本となるものである。天然のtabula rasa（白紙状態）は簡単には見つからなかったが、1883年の壊滅的噴火によって一切の生命が消されたクラカタウ島において、創始者効果の一連の古典的な研究が行われた。1963年から1967年にかけて沖合いで噴火して生まれたアイスランドの火山島スルツェイ島の生物移住についても、継続的な研究が行われ続けている。より古い出来事として約7万3000年前にスマトラ島・トバ噴火があり、インドの一部は3-6mの火山灰に覆われた。インドよりもスマトラ島に近いアンダマン・ニコバル諸島も火山灰に覆われたと推定され、それら諸島では動植物の多様性は事実上皆無の状態から再開したと考えられる。

## 人間個体群における例
人類史を通じて様々な移住があったため、人間個体群における創始者効果は他の生物よりも多く見かけられる。ケベック植民地の（有効な）創始者人口は、僅か2600人であった。12-16世代後には内部結婚により人口は80倍となったが、ケベック特有の連鎖不平衡が観察されるようになった。この地域の遺伝的変異の幅が他の地域より少ないのは、この歴史の結果である（その変異には遺伝子疾患との連鎖が良く研究されている変異を含む）。
- （訳注）現ケベック州地域には、フランス植民地が創設される前にも先住民族が居住していた。

また、創始者効果は競合している系統が死に絶えることによっても起きる。これは、「子孫となった個体群で認められる痕跡（=子孫に残された遺伝子）からのみ、創始者個体群で有効であった個体数が推定される」ということである。有性生殖では、子に受け継がれるのが確実なのは両親の遺伝的情報それぞれについて半分ずつである。したがって、ある個体群が多くの子孫を残したとしても、有性生殖で遺伝情報が引き継がれずに、完全に「死に絶え」てしまう系統もある。
近年の研究(Hey 2005)によって、氷期の末期にベーリング海峡を越えて移住した人々は、少人数であり、現代の子孫に残されている遺伝的な痕跡は70種類のみであることが示された。…これは、70人だけが北アメリカ大陸に渡ったと誤解してはならない（より多くの人々が渡米したが、そのうちで子孫に遺伝情報が伝えられているのが70種類ということである）。ミトコンドリア・イブについての誤解も同様の例であるが、「ミトコンドリア・イブが彼女の時代の唯一の女性ではなかった」ということを立証するのは困難である。

## 創始者変異
「創始者変異」（そうししゃへんい、founder mutation）という語がある。これは個体群の中の特定個体に生じた突然変異が、遺伝的浮動で広がっていった場合、その元になった変異を指す。この創始者変異が広がることを「創始者効果」と呼ぶものもいるが、これは個体群の隔離を伴わないことから、マイヤーによって定義され本記事で主に説明した「創始者効果」とは別物である。